# Shaun Wright-Phillips
Shaun Cameron Wright-Phillips, född 25 oktober 1981 i Greenwich, London, är en engelsk före detta fotbollsspelare med jamaicanskt ursprung som sist spelade för amerikanska Phoenix Rising FC. Han är adopterad av den berömda fotbollsspelaren och Arsenallegendaren Ian Wright och halvbror till Bradley Wright-Phillips. Han växte upp i Brockley i Södra London.

## Karriär
Efter att han släppts från Nottingham Forest, för att han var för liten, vid 15 års ålder tog Manchester City FC över honom. Där blev han sedan en ordinarie Premier Leaguespelare. 
Han gjorde landslagsdebut mot Ukraina den 18 augusti 2004. Han fick komma in som inhoppare och gjorde ett imponerande mål. Sin första match från start gjorde han den 9 februari 2005 mot Nederländerna. I november 2004 blev han en av huvudmålen för rasistiska tillmälen från publiken i en vänskapslandskamp mot Spanien i Madrid. Han lät sig dock inte provoceras utan sade efter matchen till reportrarna "I just let the football do the talking".
Den 17 juli 2005 flyttade han från Manchester City FC till Chelsea FC för en övergångsumma på 21 miljoner pund. I Chelsea har han fått begränsad speltid. Under säsongen 2005/2006 gjorde han 39 matcher, men bara 15 från start. Sitt första mål för klubben gjorde han i 2–0 segern i Champions League mot Levski Sofia den 5 december 2006. Han har dock inte gjort mål i Premier League för Chelsea ännu. Hans sämre tid i Chelsea gjorde att han inte fick följa med det engelska landslaget till VM i Tyskland 2006.
I augusti 2008 gick Wright-Phillips tillbaka till Manchester City efter missnöje med speltid i Chelsea.
31 augusti 2011 skrev Wright-Phillips på ett tre-års kontrakt med nyuppflyttade Queens Park Rangers.